# 晋商银行
37°49′05″N 112°31′46″E / 37.81803°N 112.52941°E
晋商银行股份有限公司，簡稱晋商银行（港交所：2558），是一家总部设在中国山西省太原市的股份制商业银行，在山西省十个地级市设有分行。晋商银行的前身太原市商业銀行（全称：太原市商業銀行股份有限公司）是一家成立于1998年的城市商业银行。太原市商业银行经营数年后出现净资产为负、不良贷款率过高、不良资产过多、核心资本充足率不足等问题，山西省政府、太原市政府等单位对太原市商行進行大規模重組，在2009年更名為「晋商银行」。
截至2022年12月末，资产总额、存款余额、发放贷款和垫款总额分别达到3364.20亿元、2537.71亿元、1809.06亿元。

## 历史

### 太原市商业银行（1998－2009）
1998年10月，太原市的56家城市信用社改组为山西省第一家城市商业银行——太原市商业银行。太原市商业银行成立数年，积累的经营风险一直没有解决。2005年，由于所有监管指标都不合格，太原市商业银行被中国银监会定为六类行，面临摘牌退市的风险。太原市商业银行成立后九年没有召开股东大会，七年没有经营执照，十年没有分红。为保住牌子、避免退市，太原市政府设立国有独资公司太原市财融资产管理有限责任公司，在2006年12月时由太原市商行向财融资产发放8年期贷款25亿元人民币，置换太原市商业银行不良贷款，将太原市商行不良贷款额由34.52亿元降为5.52亿元，不良贷款率从48.14%降到6.92%。2006年12月30日，太原市财政局以太原市政府名义向山西省财政厅借款4亿元人民币，借期5个月，用这笔钱对太原市商业银行进行增资，使得太原市商行总股本由1.94亿元增至5.94亿元，资本充足率从-18.28%升至7.33%。年底，太原市商业银行达到了中国银监会的监管要求，免遭退市。
截至2007年底，太原商业银行总资产为166.43亿元人民币，净资产-19.04亿元人民币，不良贷款率为18.23%，逾期贷款为29.18亿元人民币，核心资本充足率为-24.88%，不良资产达33亿元人民币。2007年，太原市商业银行被银监会评为5A级。银监会警告，如果到2008年底仍不能实现重组，太原市商业银行将摘牌退市。2008年，山西省政府、太原市政府出手处置了太原市商业银行的不良资产，并对银行进行增资扩股。2008年12月31日，中国银监会发文同意太原市商业银行更名为晋商银行。次年2月28日，晋商银行正式挂牌。

### 晋商银行（2009－至今）
2005年，山西省太平洋经济合作委员会秘书长刘俊平提出“晋商银行”概念。当时山西省太平洋经济合作委员会调查发现，山西省缺少融资渠道，大量的民间资本外流到其他省份，民间钱庄和地下融资非常活跃，省内中小企业缺少资金支持。刘俊平设想，新成立的晋商银行应以民间资本为主，通过直接向民间资本家募资组建，或者采用改造城市信用社、引入民间资本的方式设立，民间资本持股80％，外国资本占股20％，晋商银行设在晋商的发源地晋中市，总部设于太原与榆次交界之处。2005年11月，刘俊平向山西省银监局提交了报告。2006年，中共山西省委、山西省政府将组建晋商银行作为年度工作重点之一。2006年12月，山西省银监局向山西省政府提交了《山西省城市商业银行联合重组晋商银行实施方案》，计划联合太原、大同、长治、晋城四市的城市商业银行和阳泉、晋中两市的城市信用社组建晋商银行。然而，将多家银行重组为晋商银行工程浩大、需要大量时间、账务复杂。2007年11月，山西省确定了组建晋商银行的思路，放弃联合重组的方案，将太原市商业银行改名为晋商银行，并且完成风险处置、增资扩股等工作。
2008年冬天，山西省政府、太原市政府、新法人股东出资处置了太原市商业银行33亿人民币的不良资产。通过增资扩股，注册资本由6.05亿元增加到32亿元，总股本为23.91亿元，新增股本17.87亿元。其中，山西省财政厅出资4.8亿元人民币认购新增的4.8亿股，即持有20.07%的股份。太原市人民政府保留原有的3.2亿股，占13.38%。新增法人股东以1.8元认购1股的方式出资23.52亿元认购13.07亿股新股，占54.64%；溢价部分10.46亿元受让太原市人民政府及原法人股东原有的1.53亿股，占6.42%，用于处置不良资本。此外，保留原太原市商行法人股本0.5210亿股，占2.18%；保留原太原市商行自然人股本0.7944亿股，占3.32%。新增的法人股东包括太原钢铁、山西焦煤、山西国际电力、潞安矿业、晋煤集团、山西紫风集团等山西企业。有报道称，当时山西省国资委召集多家国企开会，要求每家出资1亿元人民币参股晋商银行。2009年2月28日，晋商银行正式挂牌运营。同日，晋商银行总部大楼奠基，总部位于太原市黄金地段迎泽大街湖滨饭店旧址。
晋商银行创立时，制定了“三步走”的计划，首先在山西省内完成网点布局，然后在山西省外拓展业务，再寻求在资本市场公开上市。山西省政府计划2016年开始推动晋商银行上市。
2019年6月至7月，晉商銀行在香港進行公開招股，發售8.6億股H股，每股發售價介乎3.8至3.98港元，集資32.68至34.23億港元，最終定價為每股3.82港元。

## 经营
截至2015年底，晋商银行资产为1568.93亿元人民币，为2009年初成立时的7.48倍，年均增长率27.55%；存款余额1042.05亿元，是成立时的5.89倍，年均增长21.29%；贷款余额650.31亿元，是成立时的7.12倍，年均增长29.18%。自2009年成立至2015年底，晋商银行经营利润累计为110.71亿元人民币，净利润55.22亿元，共缴税40.96亿元。
晋商银行在山西省设有营业网点121家，基本覆盖了山西省各中心城市。除总部太原市外，晋商银行在山西省九个地级市设有分行，阳泉分行正在筹建中。
根据《晋商银行2014年度财务等重大信息》，截至2014年底，晋商银行第一大股东为山西省财政厅（持股14.7％）。十大股东其余九家为太原市财政局（9.8％）、长治市南烨实业集团（9.5％）、山西国际电力集团（9.2％）、山西潞安矿业集团（7.5％）、太原钢铁集团（6.1％）、山西晋城无烟煤矿业集团（6.1％）、山西焦煤集团（6.1％）、长治市华晟源矿业（4.9％）、山西楼俊矿业集团（2.3％）。

## 外部連結
- 晋商银行股份有限公司 （页面存档备份，存于）